# 1081
1081 је била проста година.

## Догађаји
- Википедија:Непознат датум — Владавина арапске династије Абадида у Севиљи у данашњој Шпанији (од 1023. до 1091).
- 18. октобар — Битка код Драча

- 1. април – Цар Нићифор III је приморан да абдицира са престола и повлачи се у манастир Перивлепта. Наследио га је Алексије I Комнин, који је 5. априла крунисан за владара Византијског царства. Његов зет Нићифор Мелисен подржава Алексија као новог цара, у замену за титулу цезара (сацара), и именован је за команданта византијских војски на Западу.
- Мај – Норманска флота од 150 бродова (укључујући 60 коњских транспорта), предвођена војводом Робертом Гвискаром, креће ка далматинској обали. Војска од 15.000 људи (укључујући око 1.300 норманских витезова) плови до града Валоне (данашња Албанија); придружило им се неколико бродова из Рагузе, републике на Балкану који су непријатељи Византинаца.
- 18. октобар – Битка код Дирахијума: Након заузимања острва Крф, Роберт Гвискар напредује ка Дирахијуму (данашњи Драч) и опседа град. Алексије I Комнин покушава да одбрани Илирију од Нормана, али га Гвискар побеђује испред Дирахијума, византијске престонице Илирије.
- Краљ Алфонсо VI („Храбри“) од Кастиље прогони свог најпознатијег команданта, Ел Сида, који одлази у егзил и нуди своје услуге близанцима – грофовима Рамону Беренгеру II и Беренгеру Рамону II од Барселоне, али бива одбијен. Завршава у служби емира Јусуфа ел-Мутамана ибн Худа од Сарагосе.
- Српски краљ Михаило I Војислављевић умире након 30-годишње владавине. Наслеђује га син, Константин Бодин, као владар кнежевине Дукље (до 1101. године).
- Битка код Минид Карна (близу Сент Дејвидса Велс): Грифуд ап Кинан у савезу са Рисом ап Тевдуром, принцом од Дехеубарта, побеђује снаге Трахарна ап Карадога, Карадога ап Грифида и Мејлира ап Ривалона (који су сви погинули), омогућавајући Грифуду да полаже право на Краљевство Гвинед.
- Краљ Енглеске Вилијам Освајач наређује изградњу замка у Кардифу током свог оружаног ходочашћа у јужном Велсу. Први замак на том месту био би типа мот и бајли и изграђен је на постојећим римским утврђењима.
- Селџучки емир Чахас (или Чака Беј) осваја Смирну (данашњи Измир) и оснива краткотрајну независну државу, која се појављује као прва поморска сила у турској историји.
- Папа Гргур VII пише писмо Херману, бискупу Меца, у коме се жали на понашање Хајнриха IV, цара Светог римског царства.

## Смрти
- Адам од Бремена

- Болеслав II Смели

- Нићифор III Вотанијат

- Константин Дука (син цара Константина X)

- Ламперт од Херсфелда

- Марија Бугарска
- Михаило I Војислављевић

- Никола Палеолог
- Нићифор Палеолог